# КАНДУ
КАНДУ (на английски: CANDU, съкращение от CANada Deuterium Uranium) е тип канадски ядрени реактори с т. нар. тежка вода.
За разлика от друг тип реактори, при реакторите тип КАНДУ забавителите на неутрони и горивото са разделени. Употребата на тежка вода като забавител и едновременно като топлоносител прави възможно да се използва като гориво естествен или слабо обогатен уран (2%). Последното се дължи на това, че неутроните в тежката вода се абсорбират в по-ограничени количества, отколкото в нормалната вода. Реакторите от други типове използват само обогатено ядрено гориво. За разлика от повечето реактори с вода под налягане, КАНДУ е канален реактор, а това позволява да се заменя използваното гориво с ново, без да се спира реакторът. Топлоносител в първия контур може да е както тежка, така и обикновена вода.
Абревиатурата КАНДУ е регистрирана търговска марка. Пълното наименование Canada Deuterium Uranium отразява двете основни особености на реактора – използването на тежка (деутерийна) вода и на природен уран.
По света се използват около 39 реактора от този тип, от тях 18 в Канада, 12 в Индия, 4 в Южна Корея, 2 в Китай, по 1 в Аржентина, Пакистан и Румъния.